# Atomär sats
En atomär sats (av gr. atomos, odelbar) är inom logik ett påstående eller en sats som inte kan delas upp i andra, enklare påståenden eller satser. Det naturliga språkets motsvarighet till atomära satser är enkla påståenden om sakförhållanden, t.ex. "hunden springer" eller "det regnar". De satser som inte är atomära kallas molekylära satser. Dessa består av satser (atomära eller molekylära) som är sammanbunda med satslogiska konnektiv. Ett exempel på en molekylär sats i det naturliga språket är "hunden springer och Sokrates är filosof".

## Satslogik
Inom satslogiken är atomära satser påståenden i ett naturligt språk som oftast representeras med satssymboler som {\displaystyle P} och {\displaystyle Q}. Dessa satssymboler utgör tillsammans med symbolerna för de satslogiska konnektiven och parenteser det satslogiska språkets alfabet. Atomära satser inom satslogiken är satser som inte innehåller några symboler för satslogiska konnektiv. Sanningsvärdet av en sats i det satslogiska språket är endast beroende av dess logiska form och sanningsvärdet hos de atomära satser som ytterst ingår i satsen.

## Predikatlogik
Inom predikatlogiken kan en atomär sats definieras som en sats som bildats genom att ett predikat sammanställts med ett bestämt antal individtermer. Ett annat sätt att uttrycka samma sak är att en atomär sats inom predikatlogiken är en sats som inte innehåller några fria variabler. En atomär sats som bara innehåller en enda individterm motsvarar påståendet att den individ som termern refererar till har den egenskap som predikatet uttrycker. Molekylära satser i predikatlogiken bildas med samma konnektiv som finns i satslogiken, och dessutom med predikatlogiska kvantifikatorer.

## Exempel
Anta att F, G och H är predikat, att a, b och c är individtermer, att x, y och z är variabler och att P är en satssymbol. Då är följande formler atomära satser:
- H(b, a, c)

Följande formler är inte atomära satser eftersom de innehåller fria variabler:
- H(x, y, z)

Följande formler är inte atomära satser, eftersom de innehåller satslogiska symboler och fria variabler:
- G(a, z) ∨ H(x, y, z)